# Violès
 Violès  es una población y comuna francesa, en la región de Provenza-Alpes-Costa Azul, departamento de Vaucluse, en el distrito de Aviñón y cantón de Orange-Est.
Está integrada en la Communauté de communes Aygues Ouvèze en Provence.

## Demografía
| 1080 | 1161 | 1127 | 1198 | 1360 | 1536 |
| Para los censos de 1962 a 1999 la población legal corresponde a la población sin duplicidades (Fuente: INSEE [Consultar]) |      |      |      |      |      |